# 富野康日己
富野 康日己（とみの やすひこ、1949年8月29日 - ）は、日本の医師、医学者。専門は腎臓内科学。主に糸球体腎炎（IgA腎症）、糖尿病腎症、高血圧性腎障害、腎不全の臨床・研究、および教育に携わると同時に、腎臓病をはじめとする生活習慣病の早期発見・早期治療の重要性について啓発活動を行っている。
順天堂大学腎臓内科学教授。約100名の現役医局員とOBに支えられ、IgA腎症、ネフローゼ症候群、糖尿病腎症、本態性高血圧、腎不全をテーマに、臨床・教育・研究にあたっている。研究は、炎症性腎疾患、代謝性腎疾患、高血圧、腹膜透析、補体系と腎疾患の各基礎研究グループと臨床研究グループに分かれ、それぞれのテーマに取り組んでいる。その結果、毎年国内・外に論文を数多く発表している。
医師、メディカルスタッフ、患者向けの書籍を多数執筆している。

## 経歴
- 北海道増毛町出身
- 昭和49年（1974年）3月 順天堂大学医学部卒業[2]
- 昭和49年（1974年）4月 市立札幌病院中央検査科病理部臨床修練医
- 昭和49年（1974年）10月 北海道大学医学部第1病理学教室研究生
- 昭和52年（1977年）4月 市立札幌病院内科臨床修練医
- 昭和54年（1979年）4月 東海大学医学部内科助手
- 昭和59年（1984年）4月 東海大学医学部内科講師
- 昭和63年（1988年）10月 順天堂大学[2]医学部腎臓内科学講座助教授
- 平成6年（1994年）7月 順天堂大学[2]医学部腎臓内科学講座教授
- 平成7年（1995年）4月 東海大学医学部非常勤講師
- 平成11年（1999年）9月 ハノイ医科大学客員教授
- 平成12年（2000年）10月 香港大学客員教授
- 平成12年（2000年）11月 マラヤ大学客員教授
- 平成13年（2001年）5月 フエ医科大学客員教授
- 平成13年（2001年）11月 高雄医学大学客員教授
- 平成15年（2003年）5月 インドネシア大学客員教授
- 平成15年（2003年）7月 アイルランガ大学客員教授
- 平成16年（2004年）4月‐平成18年（2006年）3月 順天堂大学医学部附属順天堂医院[2]副院長
- 平成16年（2004年）10月 中日友好医院客員教授
- 平成18年（2006年）4月‐平成23年（2011年）3月 順天堂大学[2]医学部長、順天堂大学理事、順天堂大学評議員
- 平成19年（2007年）4月 岡山大学大学院医歯薬学総合研究科非常勤講師
- 平成20年（2008年）4月‐平成23年（2011年）3月 順天堂大学大学院医学研究科長[2]
- 平成20年（2008年）10月 中国医科大学客員教授
- 平成21年（2009年）4月 ガジャマダ大学客員教授
- 平成22年（2010年）4月 岡山大学大学院医歯薬学総合研究科非常勤講師
- 平成22年（2010年）8月 ディポネゴロ大学客員教授
- 平成23年（2011年）8月 台北医学大学客員教授
- 平成24年（2012年）4月 筑波大学人間総合科学研究科（大学院）非常勤講師
- 平成26年（2014年）1月 文京学院大学　客員教授
- 平成26年（2014年）5月 アイルランガ大学名誉教授
- 平成27年（2015年）4月 医療法人社団松和会常務理事・アジア太平洋腎研究推進室長
- 順天堂大学名誉教授、東海大学客員教授、東都医療大学客員教授

## 受賞
- 平成3年度順天堂大学医学部同窓会学術奨励賞
- 平成7年度腎研究会優秀研究賞
- 平成19年度日本腎臓財団学術賞
- 平成26年度 RICHARD YU ENDOWMENT FUND AWARD 2014 (Hong Kong Society of Nephrology)[3]

## 参加研究班
- 厚生省進行性腎障害調査研究班(平成3-7年)：研究協力者[4]
- 厚生省長期慢性疾患総合研究事業慢性腎不全研究班(平成7-9年)：研究協力者
- 厚生省進行性腎障害調査研究班(平成8-13年)：班員
- 厚生省健康科学総合研究事業(平成10-13年)：分担研究者
- 厚生労働省進行性腎障害に関する調査研究班(平成14-16年)：主任研究者
- 厚生労働省効果的医療技術の確立推進臨床研究事業(平成14-15年)：分担研究者
- 厚生労働省診断群分類研究班(平成14-17年) ：研究協力者
- 厚生労働科学研究補助金（循環器疾患等生活習慣病対策総合研究事業）
- 糖尿病性腎症の寛解を目指したチーム医療による集約的治療(平成16-18年) ：分担研究者
- 厚生労働科学研究費補助金(政策創薬総合研究事業)抗好中球細胞質(ANCA)
- 関連血管炎の本邦・欧州間での臨床疫学調査および診断薬と治療法開発に関する研究(平成16-18年) ：分担研究者
- 厚生労働科学研究費補助金（難治性疾患克服研究事業）進行性腎障害に関する調査研究班(平成17-19年) ：主任研究者
- 重篤副作用疾患総合対策事業・腎臓領域の重篤副作用疾患別対応マニュアル案作成委員会(平成17-21年)：委員
- 厚生労働科学研究費補助金（難治性疾患克服研究事業）ANCA関連血管炎のわが国における治療法の確立のための多施設共同前向き臨床研究 (平成20-22年) ：分担研究者
- 厚生労働科学研究費補助金（難治性疾患克服研究事業）進行性腎障害に関する調査研究班(平成20-22年) ：分担研究者
- 厚生労働科学研究費補助金「戦略研究（腎疾患重症化予防のための戦略研究）(平成19-21年)：委員
- 厚生労働科学研究費補助金 「腎疾患重症化予防のための戦略研究」 (平成22年)：倫理委員